# 杨志斌
杨志斌（1963年4月—），男，河南安阳人，中华人民共和国军事人物、政治人物，中国人民解放军空军中将。
曾任南京军区空军航空兵第26师师长、空军上海指挥所司令员。2010年，任中国人民解放军空军武汉指挥所司令员。2011年，改任空军福州指挥所司令员。2014年12月，升任兰州军区副参谋长兼兰州军区空军参谋长。2016年1月，任兰州军区空军善后工作办公室主任。2017年4月任中国人民解放军陕西省军区司令员。2018年12月，出任中共陕西省委常委。2021年3月，升任南部战区副司令员。2023年，调任西部战区副司令员。
2011年7月晋升空军少将军衔，2021年3月晋升空军中将军衔。